# It Will Rain
"It Will Rain"은 미국의 가수 브루노 마스의 노래로, Doo-Wops & Hooligans에 수록되어 있다. 영화 트와일라잇 시리즈 브레이킹 던 part 1의 주제곡이기도 하다

## 트랙리스트
- 디지털 다운로드 - 싱글[1]

1. "It Will Rain" – 4:17
2. "It Will Rain" (Music Video)

- 독일 CD 싱글[2]

1. "It Will Rain" – 4:17
2. "A Thousand Years" (performed by Christina Perri) - 4:45